# Zubné
Zubné (ungarisch Tölgyeshegy – bis 1907 Zubna) ist eine Gemeinde im Osten der Slowakei mit 349 Einwohnern (Stand: 31. Dezember 2024), die zum Okres Humenné, einem Kreis des Prešovský kraj, gehört. Sie ist Teil der traditionellen Landschaft Zemplín.

## Geographie
Die Gemeinde befindet sich in den Niederen Beskiden im Bergland Laborecká vrchovina, im Tal der Udava im Einzugsgebiet des Laborec. Das Ortszentrum liegt auf einer Höhe von 246 m n.m. und ist 13 Kilometer von Snina sowie 18 Kilometer von Humenné entfernt.
Nachbargemeinden sind Papín im Norden, Nechválova Polianka im Nordosten, Pichne im Osten, Adidovce im Südosten, Süden und Südwesten, Jabloň im Westen und Slovenské Krivé im Nordwesten.

## Geschichte
Zubné wurde zum ersten Mal 1317 schriftlich erwähnt und war Teil des Drugeth'schen Herrschaftsgebiets von Humenné. Im 18. Jahrhundert war es Besitz der Familie Péchy, gefolgt von der Familie Dessewffy im 19. Jahrhundert. 1557 wurden siebeneinhalb Porta verzeichnet, 1715 gab es 27 verlassene und neun bewohnte Haushalte. 1787 hatte die Ortschaft 67 Häuser und 501 Einwohner, 1828 zählte man 69 Häuser und 525 Einwohner, die als Köhler und Landwirte tätig waren. Im 19. Jahrhundert wanderten viele Einwohner aus.
Bis 1918 gehörte der im Komitat Semplin liegende Ort zum Königreich Ungarn und kam danach zur Tschechoslowakei beziehungsweise heute Slowakei. Auch in der Zeit der ersten tschechoslowakischen Republik verblieben die Einwohner bei traditionellen Einnahmequellen. Während des Zweiten Weltkriegs unterstützten sie die Partisanenbewegung. Nach dem Zweiten Weltkrieg pendelte ein Teil der Einwohner zur Arbeit nach Humenné, Snina und Košice, die Landwirte waren privat organisiert. 

## Bevölkerung
| Jahr                | 1994 | 2004    | 2014    | 2024    |
| ------------------- | ---- | ------- | ------- | ------- |
| Anzahl der Personen | 387  | 386     | 367     | 349     |
| Unterschied         |      | −0,25 % | −4,92 % | −4,90 % |

| Jahr                | 2023 | 2024    |
| ------------------- | ---- | ------- |
| Anzahl der Personen | 347  | 349     |
| Unterschied         |      | +0,57 % |

Nach der Volkszählung 2011 wohnten in Zubné 364 Einwohner, davon 257 Slowaken, 88 Russinen, fünf Ukrainer und ein Mährer. 13 Einwohner machten keine Angabe zur Ethnie.
303 Einwohner bekannten sich zur griechisch-katholischen Kirche, 35 Einwohner zur römisch-katholischen Kirche und 12 Einwohner zur orthodoxen Kirche. Vier Einwohner waren konfessionslos und bei 10 Einwohnern wurde die Konfession nicht ermittelt.

## Bauwerke und Denkmäler
- griechisch-katholische Kirche Aussendung des Heiligen Geistes im klassizistischen Stil aus dem Jahr 1774[6]

## Verkehr
Durch Zubné führt die Cesta III. triedy 3839 („Straße 3. Ordnung“) von Udavské (Anschluss an die Cesta II. triedy 559 („Straße 2. Ordnung“)) heraus und weiter nach Nižná Jablonka (Anschluss an die Cesta II. triedy 567). Im Ort zweigt die Cesta III. triedy 3889 nach Snina ab. Der nächste Bahnanschluss ist in Udavské an der Bahnstrecke Michaľany–Łupków.